# 哈斯克爾冰川
73°34′S 94°13′W / 73.567°S 94.217°W
哈斯克爾冰川（英語：Haskell Glacier）是南極洲的冰川，位於埃爾斯沃思地，發源自克里斯托弗森高地，流經弗里澤姆嶺和福比登岩，由明尼蘇達大學繪入地圖。